# 中国大陆游戏机历史
中华人民共和国游戏机历史屬於中华人民共和国电子游戏产业一部分。中国大陆的游戏机历史从20世纪80年代街机流入中国开始。2000年下发的《关于开展电子游戏经营场所专项治理的意见》禁止游戏机在中國大陸地區销售。而在2014年，上海自贸区条例的下發使得游戏机得以进入大陆市场销售，Xbox One是中国内地游戏机解封后首款被官方引进的产品。
2016年，《国务院办公厅转发文化部等部门关于开展电子游戏经营场所专项治理意见的通知》被《国务院关于宣布失效一批国务院文件的决定》宣布失效。 

## 游戏主机

### 任天堂
FC及禁令前
- 1990年，通过港澳與台湾进入的任天堂红白机进入了中国大陆，但这些红白机高达1500元，而当年中华人民共和国的人均GDP仅有美国的七十三分之一，普通工薪阶层需要一整年工资才有可能买得起一台，加之昂贵的卡带价格，不被大众接受。而这导致了类似小霸王的廉价山寨游戏机变得畅销[2]。
  - 除了盗版外，中国大陆也出现了修改FC卡带的热潮，福州成为这一现象的聚集地。烟山软件以坦克大战为基础推出系列改版，其中最有名的为《90坦克》（也被称作烟山坦克）；外星科技（日语：外星科技）以魂斗罗为基础修改的《超级战魂》[3][4]。由于技术限制及舆论导向等原因，这类修改并未转化为原创。

神游
- 2002年，任天堂与美籍华裔科学家、企业家颜维群博士在苏州建立神游科技，其公司将贴牌任天堂的游戏主机并负责在中国大陆地区销售。
- 2004年，神游科技发布中国大陆版iQue GBA[5]
  - 这一时期，神游科技筹备了不少中文GBA游戏，但因为审查时间过长，导致很多未能上架销售。至2019年，这些游戏母带流出，重见天日[6]。
- 2007年，任天堂计划借助神游在大陆发售wii，并已完成了游戏主机的审批[7]，但最终未能发售。
- 2012年，3DS大陆发售，不过受家用游戏机禁令限制，任天堂与大陆企业建立合资企业，通过神游科技以“3D影像掌上娱乐产品”iQue的擦边球进入大陆。游戏只有内置的两款分别为超级马力欧3D乐园、马力欧卡丁车7的游戏[8]，但可以运行极少量的有简体中文字库的港台游戏卡带。

2014禁令解除
- 2014年5月8日，任天堂CEO岩田聪明确表示，将向中国玩家“特供”游戏主机，主要面向收入不高的玩家群体。[2]

### 微软
- 2010年8月，受到世贸组织要求中国于2011年3月19日前对美进一步开放娱乐产品市场这一判决的鼓舞，微软开始游说主管部门允许XBox 360在华合法销售但未有效果。[9]
- 2013年9月30日上海的自由贸易区成立，在此登记注册即允许从事家用游戏机产品的制造和销售。百事通获得第一张ott牌照。受此鼓舞，微软与百事通成立合资公司，计划共同推出新品牌的家用游戏娱乐终端机顶盒，初定名为“Bestpad”。[10]
- 2014年9月，微软改变销售策略，与百事通达成协议，直接推出Xbox One。Xbox大陆官网出现，并计划9月23日推出。[11]
- 微软与百事通计划改为2014年9月29日推出Xbox One。[12]

### 索尼
- 2003年11月，索尼在北京举行新闻发布会，宣告PS2进军中国大陆。[13]
- 2003年11月28日，PS2上市发布会在京举行。大陆行货正式亮相，计划在12月20日在北、上、广等五座城市首发。时任新闻出版总署电子音像管理司副司长的寇晓伟到场，以主管部门的身份致辞[13]。
- 2003年12月6日，第二届中国互联网大会在京召开，文化部市场司副司长庹祖海在会上表态：最近有一些游戏机想要进入国内市场，但国家2000年的政策并未改变，这些游戏机的合法性是一个极其敏感的问题，在政策未调整前，必须按照原先的政策执行[13]。
- 2003年3月7日，文化部发给索尼通知“游戏机禁止在大陆销售和广告宣传”[13]。
- 2014年4月1日，索尼电脑娱乐新设中国战略部[14]。
- 2014年5月26日，受自贸区政策激励，东方明珠文化及索尼中国将在上海自贸区设立两家公司，分别负责硬件产品和软件产品及服务[14]。
- 2014年7月1日，ps4现身第十届中国国际动漫游戏博览会（CCG Expo 2014）[14]。
- 2015年3月20日，PS4及PS Vita正式于中国大陆上市。[15]

### 英伟达
NVIDIA在2013年发售了自己的游戏平台SHIELD，基于Android运行。其第三代产品SHIELD TV，选择与中国大陆企业爱奇艺联合发售，推进中国大陆市场。其特别版本硬件上与国际版没有差异，用户可藉由ROM刷新进行替换；但SHIELD TV国行版本系统中取消了如Play商店、Google Assistant等中国大陆不方便使用的功能，而以相应的本土化方案进行替代。
中国大陆版本的游戏受到电子游戏审查制度影响，更新速度与品类丰富性不如国际版。中国大陆版本SHIELD TV移植了若干款任天堂游戏，进行了高清化匹配，以补偿市场吸引力。

## 街机

### 经营
中国大陆的街机游戏历史始于1980年代初，随着改革开放的推进，街机游戏通过香港传入沿海城市，逐渐扩展至内地。当时，家用游戏机尚未普及，街机游戏成为大众接触电子游戏的主要途径。初期流行的游戏包括《吃豆人》和《小蜜蜂》等简单游戏。
1987年，《魂斗罗》在中国大陆引起广泛关注，成为街机厅的热门游戏。随后，卡普空的《吞食天地2：赤壁之战》于1992年在中国大陆流行，因其三国题材和独特的战斗系统，深受玩家喜爱。该游戏在中国被称为《三国志》，并引发了玩家对游戏的“爆改”，如增加操作台以实现多人同时游戏。
1990年代末，台湾IGS推出的《三国战纪》和《西游释厄传》等游戏，结合中国传统文化元素，打破了日本厂商在中国大陆街机市场的垄断地位。
2000年，国务院办公厅发布《关于开展电子游戏经营场所专项治理意见的通知》，要求各地停止审批新的电子游戏经营场所，并禁止现有场所增添或更新任何类型的电子游戏设备。此举对街机行业造成了重大打击，许多街机厅被迫关闭或转入地下运营。
尽管2011年起街机厅审批重启，2014年“游戏机禁令”解除，但街机行业已难以恢复昔日辉煌。 中国大陆引入街机游戏与其他地区相比仍有较多困难。比如，游戏内必须使用中文，因此必须制作本地化的版本才可以运营。

### 生产
中国最大的街机游戏生产基地位于广州市番禺区。番禺的街机产业始于上世纪80年代末，最初以大型电子游戏机的进口为主，后来逐渐形成了集研发、生产、销售、场地策划、管理经营、售后配套等于一体的完整产业链。。2024年番禺约有1500家游戏游艺生产厂家，就业50000人左右，带动全国1000亿以上的线下游乐消费。中国大陆最大的街机游戏公司华立科技就在番禺。